# 錫爾伯湖
50°58′49″N 9°20′35″E / 50.9803°N 9.343°E

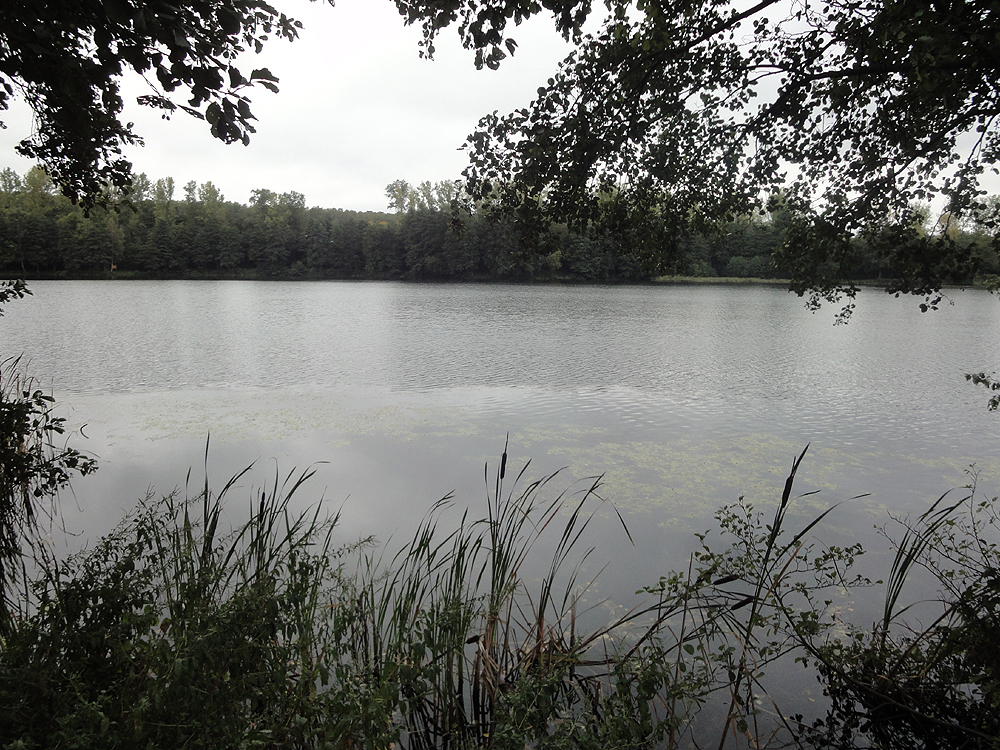

錫爾伯湖（德語：Silbersee），是德國的湖泊，位於該國中部，由黑森州負責管轄，處於施瓦爾姆-埃德爾縣的弗里倫多夫，面積0.08平方公里，海拔高度240米，平均水深6.7米，最大水深14.1米。